# Máscaras mexicanas

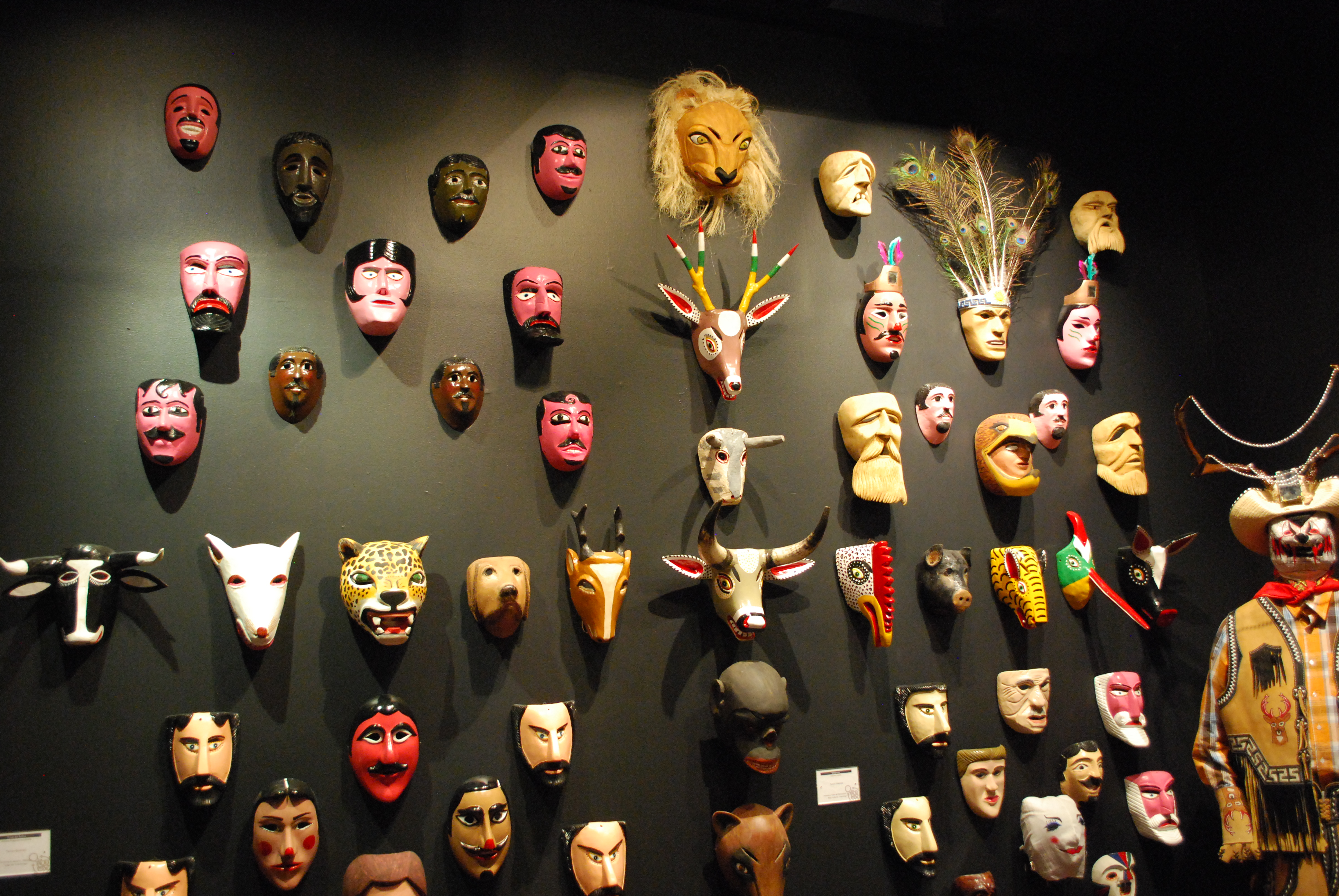
Máscaras em exibição no Museu de Arte Popular na Cidade Do México.

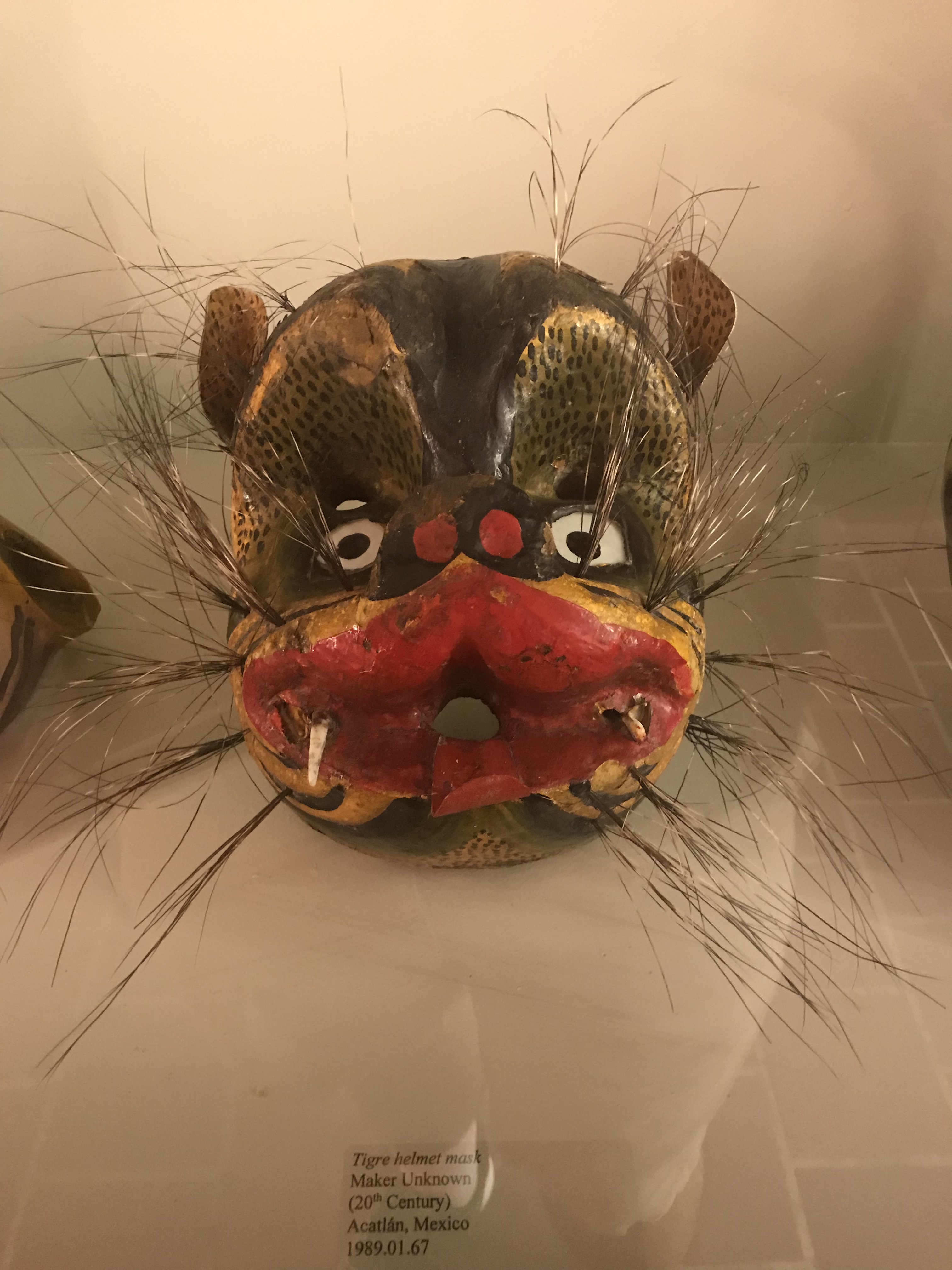
Máscara de capacete Tigre (século 20) no Museu Yager no Hartwick College

As máscaras mexicanas são fabricadas e usadas para danças e cerimônias tradicionais no México. Evidências mostram que a fabricação de máscaras no país se estende por milhares de anos, sendo uma prática bem estabelecida da vida ritual no México quando a colonização começou. No início do período colonial, os evangelistas usaram os costumes nativos de dança e máscara para ensinar a fé católica, e mais tarde as autoridades coloniais tentaram proibir ambos, sem sucesso. Após a independência, essas tradições foram sincretizadas e as máscaras continuaram a mudar para novas formas, retratando a história do México e novas formas de cultura popular, como lucha libre. A maioria das máscaras tradicionais é feita de madeira, outros materiais que podem ser usados são couro, cera, papelão, papel machê e outros materiais. Representações comuns incluem europeus (espanhóis, franceses, proprietários de fazendas, etc.), afro-mexicanos, velhos e mulheres, animais e o fantástico/sobrenatural, especialmente demônios/o diabo.

## História

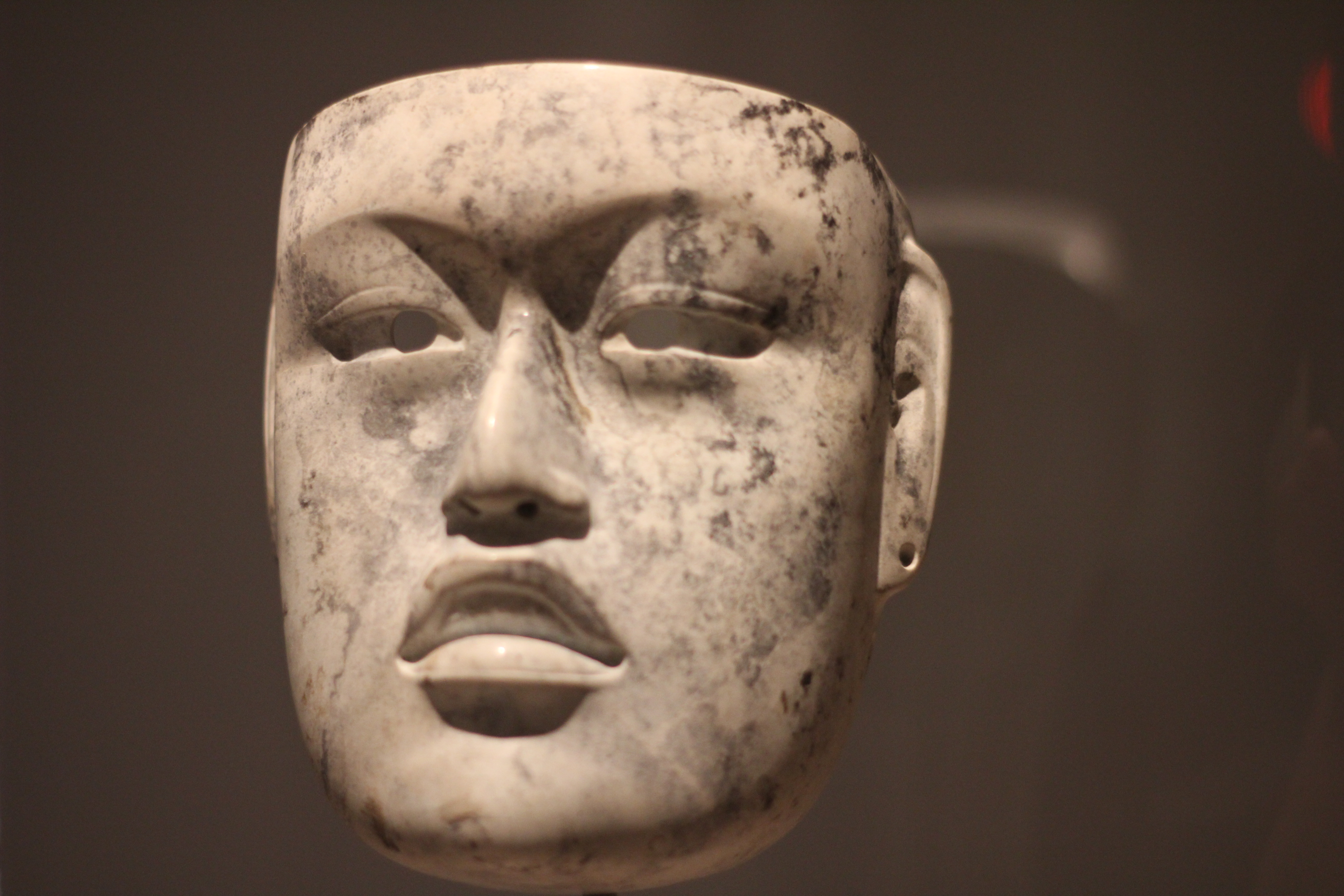
Máscara olmeca de Veracruz no Museu de arte de Dallas.

O uso de máscaras e fantasias foi uma parte importante das  culturas mesoamericanas, muito antes da chegada dos espanhóis. Evidências de máscaras feitas com ossos datadas de milhares de anos foram encontradas em Tequixquiac, Estado do México. Essas máscaras tinham vários usos, mas sempre em conexão com cerimônias e rituais, especialmente em danças teatrais e procissões. Máscaras eram usadas pelos sumos sacerdotes para encarnar divindades. Jaguar e eagle warriors vestiam-se como esses animais para ganhar seus atributos. Máscaras funerárias eram reservadas aos funerais da elite, como a de Rei Pakal, e eram obras de arte, feitas de jade, concha, obsidiana, hematite e outros materiais preciosos da época. As máscaras usadas em apresentações teatrais e danças variam amplamente, representando vários animais mesoamericanos, homens e mulheres idosos, geralmente para alívio cômico e projetados para zombar de grupos étnicos vizinhos. Algumas das máscaras antigas, feitas de pedra ou argila queimada, sobreviveram até o presente. No entanto, a maioria era feita de materiais degradáveis, como madeira, amate papel, pano e penas. O conhecimento desses tipos de mascaras vem de códices, representações em esculturas e os escritos dos colonizadores. Também existem evidências da sobrevivência de uma série de danças do período pré-hispânico, como Tecuanes, Tigres e Tlacololeros.

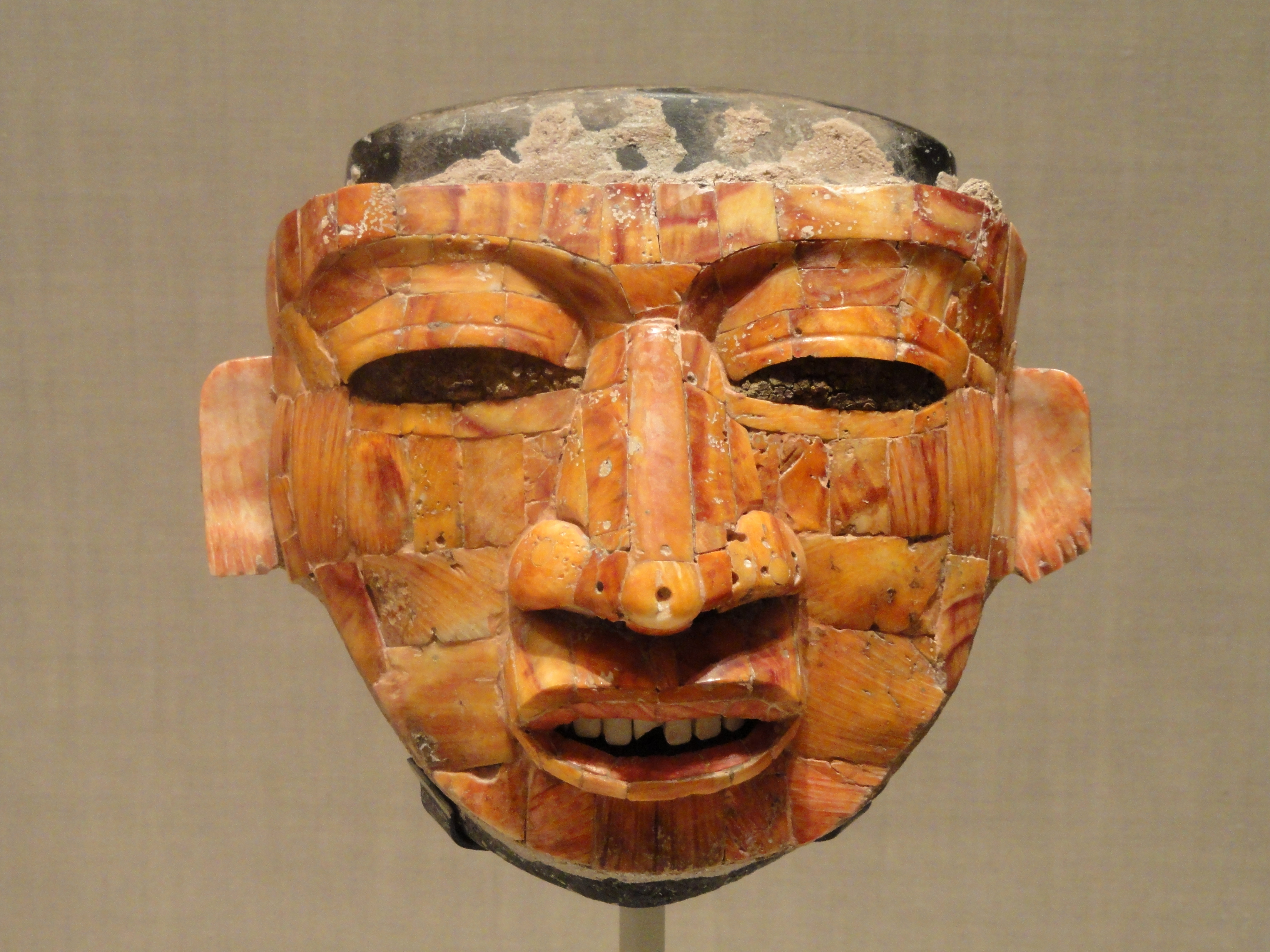
Máscara de Teotihuacan no Instituto de arte de Chicago.

Após a conquista do Império Asteca, vários historiadores espanhóis notaram rituais e cerimônias religiosas indígenas, incluindo aquelas que usavam máscaras. Os espanhóis proibiram a religião pré-hispânica, mas os evangelizadores usaram a cultura de máscaras e espetáculos para propagar a nova fé, através de peças e dança. Novas danças evoluíram a partir das peças de mistério e dramas alegóricos usados pelos evangelistas. Um dos mais importantes foi o concurso que reencenou as batalhas entre cristãos e Mouros, usando máscaras para imitar os mouros. Esta dança foi rapidamente adotada pelos indígenas e realizada em línguas indígenas. Outras danças foram desenvolvidas para a Pascoa, Dia dos mortos e a conquista do México, bem como Carnaval, um festival europeu introduzido pelos espanhóis. As máscaras para personagens como Hernán Cortés, La Malinche, pastores, demônios, reis, se desenvolveram e se tornaram muito diversas. Pouco se sabe sobre as máscaras da era colonial, mas pelo menos algumas vieram das mesmas oficinas que produziram imagens de santos, com representações sofisticadas e realistas de seus rostos. Outras eram provavelmente por artesãos que vendiam ou alugavam fantasias para artistas. Algumas podem ter sido feitas pelos próprios dançarinos. As danças desenvolvidas e outros eventos com máscaras tornaram-se parte do sincretismo das tradições e crenças católicas e nativas, especialmente o Carnaval e a Semana Santa, a primeira coincidindo com o Ano Novo Asteca e novo ciclo agrícola. Além disso, muitas das máscaras desenvolvidas durante esse tempo zombavam dos senhores coloniais. Por estas razões, várias vezes, máscaras e danças foram proibidas pelas autoridades dos séculos XVI a XVIII.
Apesar dessas proibições, as celebrações mascaradas sobreviveram até Independência, quando as leis da Inquisição Mexicana  foram completamente revogadas. O que restou foram várias práticas indígenas sincretizadas às tradições católicas e europeias. Embora as tradicionais máscaras indígenas artesanais não muito estimadas, a compra de máscaras e fantasias continuou nas cidades mexicanas do século 19, especialmente para o Carnaval.
Após o Revolução Mexicana, vários aspectos da vida tradicional mexicana foram reavaliados, incluindo artesanato tradicional e rural. Hoje, festivais e danças com máscaras são mais prevalentes em áreas do país com grandes concentrações de povos indígenas. Máscaras sofisticadas feitas por fabricantes de Santos ainda podem ser encontradas nos estados de Tlaxcala, Povoa, Oaxaca, Chiapas e Michoacán, mas na maioria das áreas as máscaras são feitas por pequenos artesãos. A história e os costumes do passado vivem em danças tradicionais. Isso inclui a conquista, a independência e o Batalha de Puebla, usando personagens mascarados.

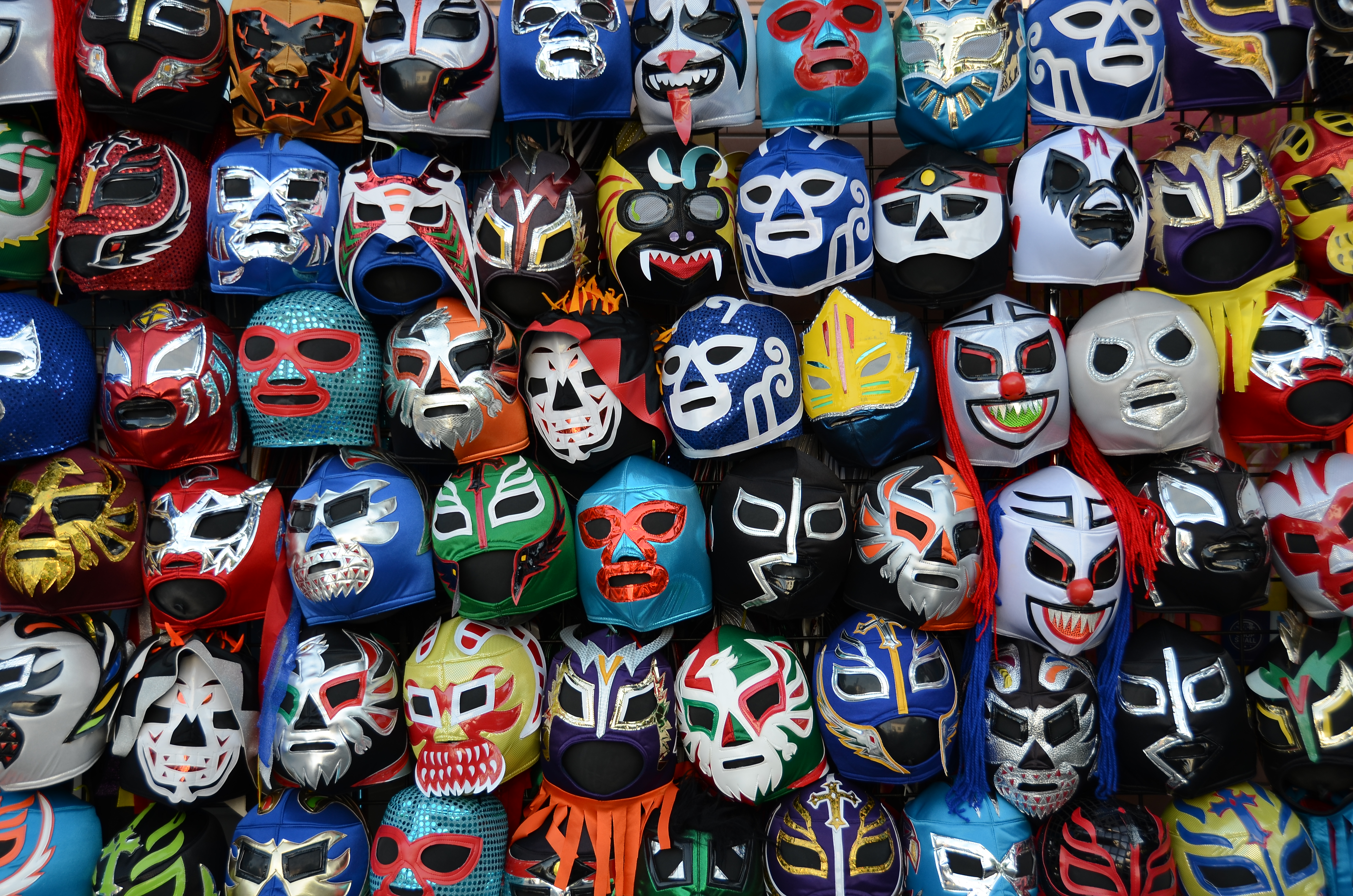
Máscaras Lucha libre

Hoje, a maior parte do uso de máscaras está relacionada a celebrações e rituais, embora imagens modernas e novas variações de máscaras tenham entrado na cultura popular moderna. Máscaras tradicionais foram esculpidas com imagens de figuras como Pedro Infante e Cantinflas. A influência do Dia das Bruxas dos Estados Unidos resultou no aparecimento de máscaras feitas comercialmente para o Dia dos mortos. Personagens mascarados aparecem em quadrinhos, televisão e filmes como El Chapulín Colorado e Karmatron. No entanto, o uso mais importante de máscaras na cultura popular mexicana é associado a lucha libre, ou luta livre profissional. Nela, a máscara é um símbolo da identidade profissional do lutador. Elas são feitos de tecido e envolvem a cabeça, bem como o rosto, com reforço de plástico ao redor dos olhos e da boca. Os designs são exclusivos do lutador, que lutam para defender essa identidade. Várias dessas máscaras foram passadas de pai para filho, como as de El Santo, Demônio Azul, Los Hermanos Dinamita, Tinieblas e Dos Caras. No caso de uma luta chamada "lucha de apuestos", o perdedor perde a máscara e seu rosto real é revelado. Depois disso, a máscara nunca pode ser usada novamente.